# Starý most

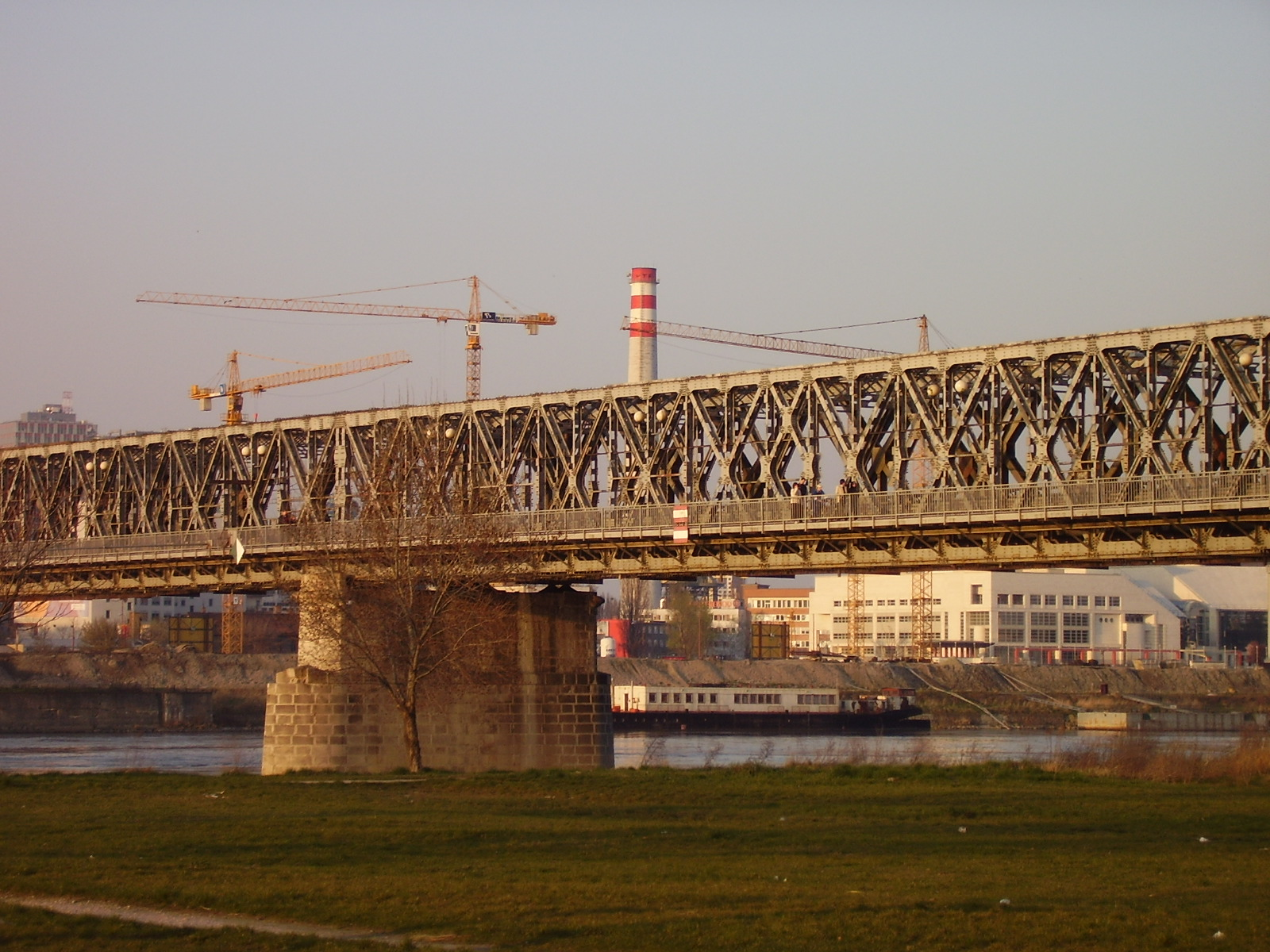

Starý most (Stary Most) – najstarszy istniejący od XIX do XXI wieku most w Bratysławie.

## Historia
Pierwszym stałym mostem w Bratysławie, oprócz krótko istniejącego mostu w XV wieku i kilku późniejszych drewnianych, był most pontonowy postawiony na Dunaju w 1825 r. Znajdował się on przy dzisiejszym Placu Ľ. Štúra (słow. Námestie Ľ. Štúra).
Stary Most wybudowano w latach 1889–1890, a uroczystego otwarcia dokonał cesarz i król Franciszek Józef I 1 stycznia 1891. Do roku 1918, kiedy Bratysława należała do Węgier, most nosił imię Franciszka Józefa (słow. Most Františka Jozefa, niem. Franz Josephs Brücke, węg. Ferenc József híd). Zaraz po I wojnie światowej zmieniono nazwę na neutralny Most Dunajski (Donaubrücke, Duna híd), a przez większość istnienia I Republiki Czechosłowackiej i niepodległego państwa słowackiego nazywał się Štefánikov most, na cześć słowackiego polityka Milana Štefánika. Pod koniec II wojny światowej został zniszczony w czasie bombardowania; odbudowała go Armia Czerwona (oraz niemieccy jeńcy wojenni) i w okresie rządów komunistycznych nosił on miano Mostu Armii Czerwonej (Most Červenej armády). Po 1989 nadano mu nową, neutralną nazwę Starego Mostu.
Most miał 460 metrów długości, był konstrukcji żelaznej i umieszczono go na kamiennych filarach. Znajdował się na nim chodnik dla pieszych, dwa pasy drogi (jeden w każdą stronę) oraz jedna nitka torów kolejowych, która jednak od 1985 nie była używana. Jako pierwsze kursowały tam pociągi z ówczesnego Pressburga do Szombathely (linię otwarto w tym samym roku co Stary Most). Później kursował tam pociąg elektryczny (właściwie tramwaj międzymiejski) pomiędzy Wiedniem a Pressburgiem (Pressburger Bahn).

## Demontaż mostu
Most, wybudowany jako konstrukcja tymczasowa, przetrwał kilkadziesiąt lat i w pierwszej dekadzie XXI wieku był w coraz gorszym stanie technicznym. W 2008 zawieszono na nim ruch samochodów, a w 2010 zamknięto go również dla komunikacji miejskiej oraz dla pieszych i rowerzystów.
Dla tych ostatnich przywrócono ruch na moście w 2011, jednak 2 grudnia 2013 został całkowicie zamknięty i rozpoczęto jego rozbiórkę (choć początkowo planowano go wpisać w całości na listę zabytków), która zakończyła się wiosną następnego roku. 

## Obecnie
Nowy most otworzono dla ruchu pieszego i rowerowego 19 maja 2016. Ruch tramwajowy uruchomiono 8 lipca 2016 roku.